# Klappbrücke über die Königsberger Weichsel (Rybina)
Die Klappbrücke über die Königsberger Weichsel (polnisch Most zwodzony na Wiśle Królewieckiej) ist eine 1933 errichtete Klappbrücke in Rybina (deutsch Fischerbabke) in Polen. Sie führt die Woiwodschaftsstraße DW502 über die Wisła Królewiecka (Königsberger Weichsel).

## Geschichte
Bis zum Bau der Brücke führte an ihrer Stelle eine Fähre über die Königsberger Weichsel. Der Groschkenkrug auf der Landspitze der Groschenkampe war spätestens seit 1692 im Besitz der Fährgerechtigkeit über die Weichsel.
Das Gebiet des Gebiet des Weichsel-Nogat-Deltas kam 1920 zur Freien Stadt Danzig. In den 1930er Jahren wurden dort einige Fähren durch Brücken ersetzt. Im Jahr 1933 wurden bei Fischerbabke bzw. „Helgoland“ die beiden Klappbrücken über die Königsberger und die Elbinger Weichsel (250 Meter weiter südlich) erbaut. Die Straße von Steegen nach Tiegenhof war Teil der Reichsstraße 129.
Unter der Nummer A-1533 erfolgte am 7. April 1995 der Eintrag der Brücke in das nationale Denkmalregister der Woiwodschaft Pommern.

## Beschreibung

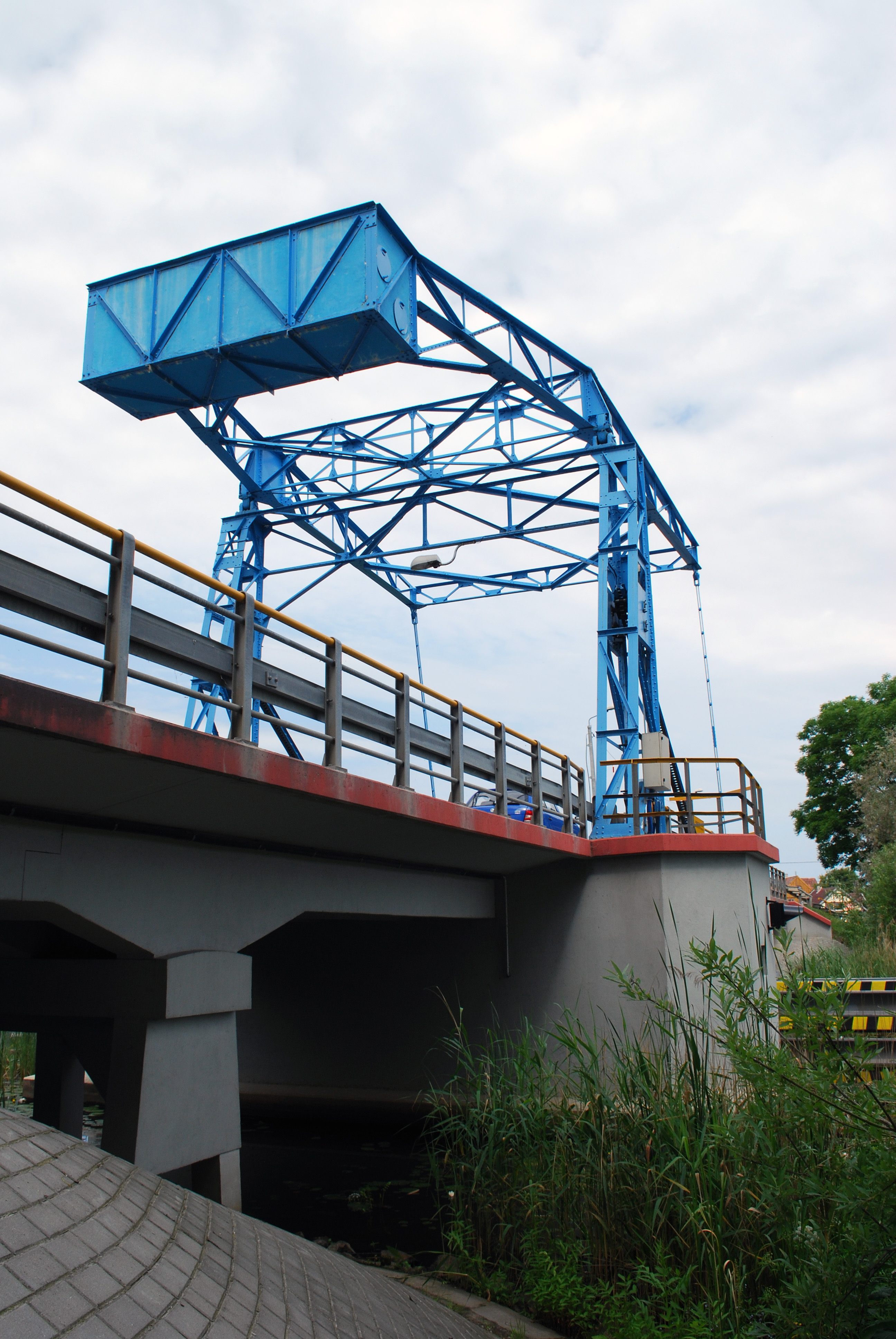
Gitterkonstruktion der Brücke

Die Straßenbrücke ist ein Betonbauwerk, der bewegliche Mittelteil eine Stahlkonstruktion in Gitterbauweise. Bewegt wird die Brücke mittels eines obenliegenden Gegengewichts.